# Копчевец
Копчевец је насељено место у саставу града Дугог Села у Загребачкој жупанији, Хрватска. До територијалне реорганизације у Хрватској налазио се у саставу бивше велике општине Дуго Село.

## Становништво
На попису становништва 2011. године, Копчевец је имао 1.093 становника.

## Попис1991.
На попису становништва 1991. године, насељено место Копчевец је имало 351 становника, следећег националног састава:
| Попис 1991.‍  | Попис 1991.‍  | Попис 1991.‍ | Попис 1991.‍ | Попис 1991.‍ |
| ------------ | ------------ | ----------- | ----------- | ----------- |
|              |              |             |             |             |
| Хрвати       | Хрвати       |             | 339         | 96,58%      |
| Срби         | Срби         |             | 3           | 0,85%       |
| неопредељени | неопредељени |             | 6           | 1,70%       |
| регион. опр. | регион. опр. |             | 1           | 0,28%       |
| непознато    | непознато    |             | 2           | 0,56%       |
| укупно: 351  |              |             |             |             |